# Mateus (ur. 1994)
Mateus dos Santos Castro (ur. 11 września 1994) – brazylijski piłkarz występujący na pozycji pomocnika.

## Kariera piłkarska
Od 2014 roku występował w EC Bahia i Omiya Ardija.